# Andreas von Kiew

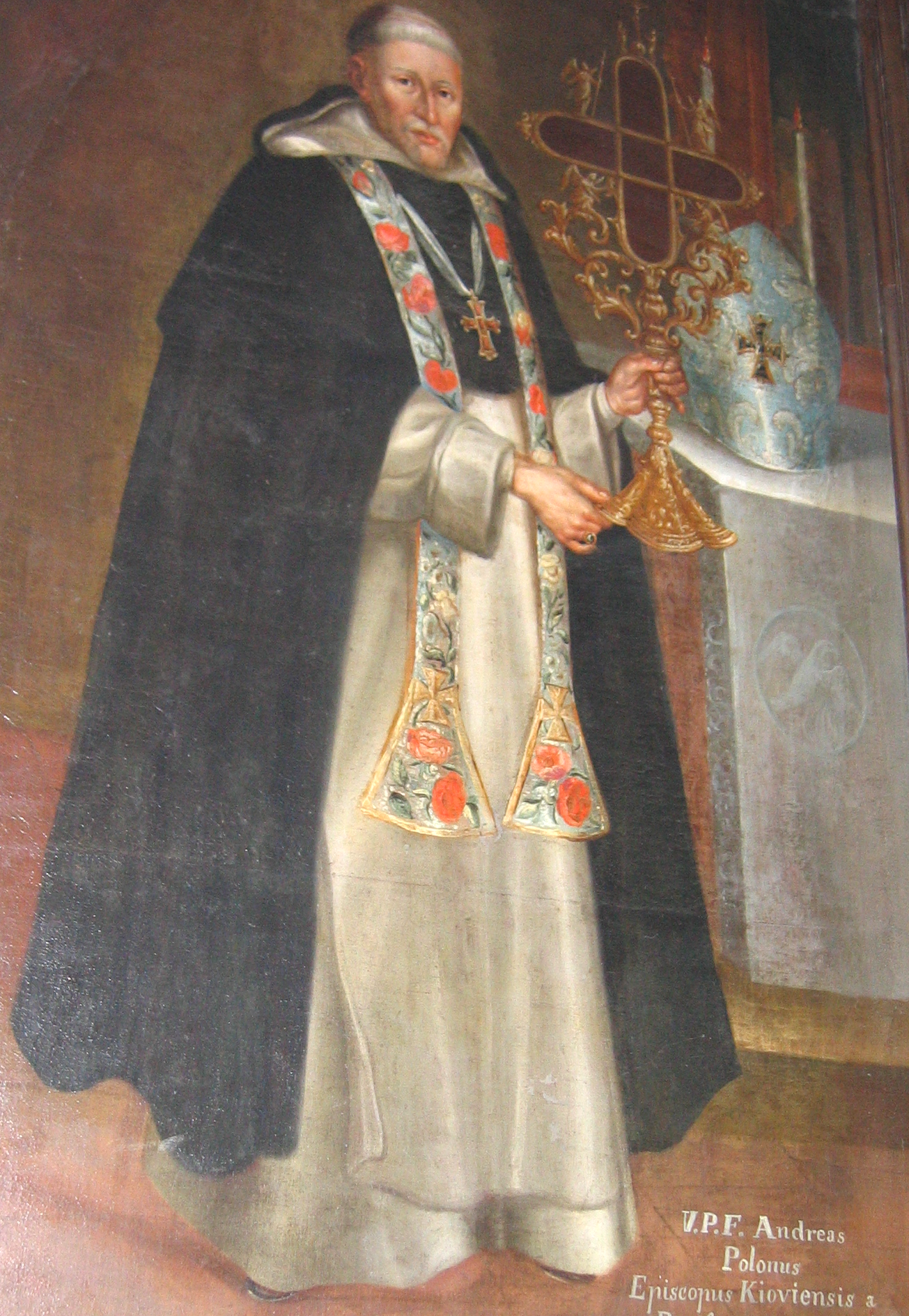
Andreas, Bischof von Kiew

Andreas († 1434) war römisch-katholischer Bischof von Kiew nach 1431 bis 1434.
Er ist nur bekannt durch ein Gemälde im Dominikanerkloster in Lublin in Polen mit der Angabe, dass er Bischof von Kiew gewesen sei. Abgebildet ist ein Dominikaner mit einer Reliquie des Heiligen Kreuzes in den Händen.
Der letzte bekannte Vorgänger Stanisław wurde 1431 erwähnt.